# Wahlen zum Senat der Vereinigten Staaten 1960
Die Wahlen zum Senat der Vereinigten Staaten 1960 zum 87. Kongress der Vereinigten Staaten fanden am 8. November statt. Sie waren Teil der Wahlen in den Vereinigten Staaten an diesem Tag und fielen mit der Präsidentschaftswahl zusammen, die John F. Kennedy gegen den späteren Präsidenten Richard Nixon gewann.
Zur Wahl standen die 33 Sitze der Klasse II, außerdem fanden drei Nachwahlen für vorzeitig aus dem Amt geschiedene Senatoren statt, eine davon in Klasse II. 23 dieser Senatoren gehörten der Demokratischen Partei an, 12 den Republikanern. 27 Senatoren wurden wiedergewählt, 17 Demokraten und 10 Republikaner. 2 bisher demokratische Sitze gingen an die Republikaner, im Gegenzug konnten die Demokraten einen Sitz von den Republikanern gewinnen. Dadurch ging die demokratische Mehrheit im Senat von 65 auf 64 Sitze zurück, die Republikaner verbesserten sich von 35 auf 36. Allerdings verstarb der in Wyoming gerade gewählte Republikaner Edwin Keith Thomson im Dezember. Gouverneur John Joseph Hickey, ein Demokrat, ernannte sich selbst zu seinem Nachfolger, womit das Parteiverhältnis bei Zusammentritt des Senats wieder bei 65 zu 35 lag.

Der wiedergewählte Senator aus Texas Lyndon B. Johnson legte sein Mandat nieder, um das Amt des US-Vizepräsidenten anzutreten. Zu seinem Nachfolger wurde der Demokrat William A. Blakley ernannt. Dieser unterlag am 14. Juni 1961 dem Republikaner John Tower in der Nachwahl, so dass das Parteiverhältnis anschließend wieder bei 64 zu 36 lag.

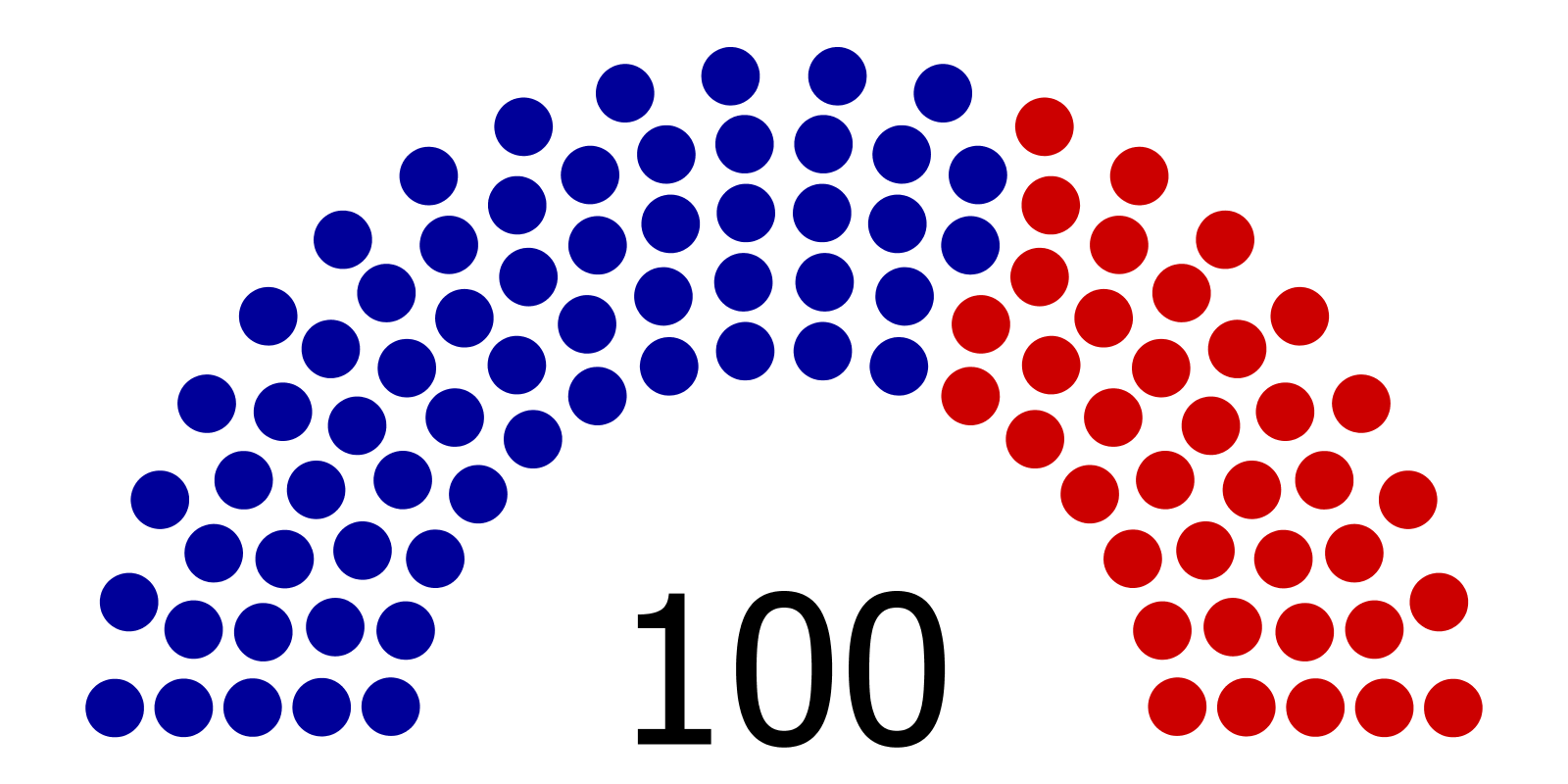
Blau: Demokraten
rot: Republikaner

Zu Veränderungen nach der Wahl siehe auch Liste der Mitglieder des Senats im 87. Kongress der Vereinigten Staaten.

## Ergebnisse

### Nachwahlen zum 86. Kongresses
Die Inhaber der hier zur Wahl stehenden Sitze wurden als Ersatz für ausgeschiedene Senatoren ernannt. Die Wahl in North Dakota war schon am 28. Juni 1960, die beiden anderen Nachwahlen fanden gleichzeitig mit der Wahl zum 87. Kongress statt. Die Gewinner dieser Wahlen wurden vor dem 3. Januar 1961 in den Senat aufgenommen, also während des 86. Kongresses.
| Staat        | Amtierender Senator | Partei       | Nachwahl   | Ergebnis                | Neuer Senator           |
| ------------ | ------------------- | ------------ | ---------- | ----------------------- | ----------------------- |
| Missouri     | Edward V. Long      | Demokrat     | Klasse III | bestätigt               | Edward V. Long          |
| North Dakota | Norman Brunsdale    | Republikaner | Klasse I   | Zugewinn Demokraten     | Quentin N. Burdick      |
| Oregon       | Hall S. Lusk        | Demokrat     | Klasse II  | von Demokraten gehalten | Maurine Brown Neuberger |

- bestätigt: ein als Ersatz für einen ausgeschiedenen Senator ernannter Amtsinhaber wurde bestätigt.

### Wahlen zum 87. Kongress
Die Gewinner dieser Wahlen wurden am 3. Januar 1961 in den Senat aufgenommen, also bei Zusammentritt des 87. Kongresses. Alle Sitze dieser Senatoren gehören zur Klasse II.
| Staat          | Amtierender Senator      | Partei       | Ergebnis                   | Neuer Senator            |
| -------------- | ------------------------ | ------------ | -------------------------- | ------------------------ |
| Alabama        | John Sparkman            | Demokrat     | wiedergewählt              | John Sparkman            |
| Alaska         | Bob Bartlett             | Demokrat     | wiedergewählt              | Bob Bartlett             |
| Arkansas       | John Little McClellan    | Demokrat     | wiedergewählt              | John Little McClellan    |
| Colorado       | Gordon L. Allott         | Republikaner | wiedergewählt              | Gordon L. Allott         |
| Delaware       | J. Allen Frear           | Demokrat     | Zugewinn Republikaner      | Cale Boggs               |
| Georgia        | Richard B. Russell       | Demokrat     | wiedergewählt              | Richard B. Russell       |
| Idaho          | Henry Dworshak           | Republikaner | wiedergewählt              | Henry Dworshak           |
| Illinois       | Paul Howard Douglas      | Demokrat     | wiedergewählt              | Paul Howard Douglas      |
| Iowa           | Thomas E. Martin         | Republikaner | von Republikanern gehalten | Jack Miller              |
| Kansas         | Andrew Schoeppel         | Republikaner | wiedergewählt              | Andrew Schoeppel         |
| Kentucky       | John Sherman Cooper      | Republikaner | wiedergewählt              | John Sherman Cooper      |
| Louisiana      | Allen J. Ellender        | Demokrat     | wiedergewählt              | Allen J. Ellender        |
| Maine          | Margaret Chase Smith     | Republikaner | wiedergewählt              | Margaret Chase Smith     |
| Massachusetts  | Leverett Saltonstall     | Republikaner | wiedergewählt              | Leverett Saltonstall     |
| Michigan       | Patrick V. McNamara      | Demokrat     | wiedergewählt              | Patrick V. McNamara      |
| Minnesota      | Hubert H. Humphrey       | Demokrat     | wiedergewählt              | Hubert H. Humphrey       |
| Mississippi    | James Eastland           | Demokrat     | wiedergewählt              | James Eastland           |
| Montana        | James Edward Murray      | Demokrat     | von Demokraten gehalten    | Lee Metcalf              |
| Nebraska       | Carl Curtis              | Republikaner | wiedergewählt              | Carl Curtis              |
| New Hampshire  | Styles Bridges           | Republikaner | wiedergewählt              | Styles Bridges           |
| New Jersey     | Clifford P. Case         | Republikaner | wiedergewählt              | Clifford P. Case         |
| New Mexico     | Clinton Presba Anderson  | Demokrat     | wiedergewählt              | Clinton Presba Anderson  |
| North Carolina | B. Everett Jordan        | Demokrat     | wiedergewählt              | B. Everett Jordan        |
| Oklahoma       | Robert S. Kerr           | Demokrat     | wiedergewählt              | Robert S. Kerr           |
| Oregon         | Hall S. Lusk             | Demokrat     | von Demokraten gehalten    | Maurine Brown Neuberger  |
| Rhode Island   | Theodore F. Green        | Demokrat     | von Demokraten gehalten    | Claiborne Pell           |
| South Carolina | Strom Thurmond           | Demokrat     | wiedergewählt              | Strom Thurmond           |
| South Dakota   | Karl Earl Mundt          | Republikaner | wiedergewählt              | Karl Earl Mundt          |
| Tennessee      | Estes Kefauver           | Demokrat     | wiedergewählt              | Estes Kefauver           |
| Texas          | Lyndon B. Johnson        | Demokrat     | wiedergewählt              | Lyndon B. Johnson        |
| Virginia       | Absalom Willis Robertson | Demokrat     | wiedergewählt              | Absalom Willis Robertson |
| West Virginia  | Jennings Randolph        | Demokrat     | wiedergewählt              | Jennings Randolph        |
| Wyoming        | Joseph C. O’Mahoney      | Demokrat     | Zugewinn Republikaner      | Edwin Keith Thomson      |

- wiedergewählt: ein gewählter Amtsinhaber wurde wiedergewählt.